# Marina de Tavira
Marina de Tavira Servitje, född 30 november 1974 i Mexico City, är en mexikansk skådespelerska.

## Roller i urval
- 2006 – Efectos secundarios
- 2007 – La Zona
- 2007–2008 – S.O.S.: Sexo y otros secretos (TV-serie) (26 avsnitt)
- 2018 – Falco (TV-serie) (14 avsnitt)
- 2018 – Roma
- 2021 – Reminiscence